# Club Social y Deportivo Franja de Oro
El Club Social y Deportivo Franja de Oro es una entidad deportiva fundada el 5 de junio de 1940 en el barrio de Nueva Pompeya, Buenos Aires, Argentina. 
En 2024, derrotó en la final a Independiente y fue campeón de la Copa Argentina

## Indumentaria
Su camiseta es azul con una franja amarilla transversal desde el hombro izquierdo al costado derecho de la cintura.

## Sedes
El Club cuenta con sede propia localizada en la avenida Amancio Alcorta 3960.

### Predio Polideportivo y Natatorio
En diciembre de 2003 el Gobierno de la Ciudad de Buenos Aires le entregó a Franja de Oro la tenencia precaria del predio y natatorio ubicado frente a su sede central.
Dicho predio se encontraba en total estado de abandono, con instalaciones añejas, que superaban en promedio los 60 años de antigüedad, sin ningún tipo de mantenimiento por lo menos en los últimos 20 años. En marzo de 2012 los legisladores porteños Aníbal Ibarra y María Elena Naddeo presentaron un proyecto de ley para extender la tenencia del predio, a favor de Franja de Oro, por un plazo de veinte años.
El proyecto obtuvo la aprobación inicial el 20 de diciembre de 2012 y la definitiva el 7 de noviembre de 2013, siendo en ambos casos votado en forma unánime por todos los diputados presentes en las respectivas sesiones.
Dicho proyecto se convirtió en la Ley 4730 tras ser promulgada y publicada el 17 de diciembre de 2013.

## Fútbol
Desde su fundación la principal actividad deportiva fue el fútbol, formando jugadores que trascenderían el ámbito local como el caso de Carlos Bello.
Desde mediados del año 1982 se lleva a cabo la práctica del baby futbol. De allí surgieron futbolistas profesionales como: Gastón Casas, Leandro Romagnoli, Juan Carlos Padra, Sebastián Larocca, y Julián Bottaro.

### Futsal
En la década del noventa comenzó en el Club Social y Deportivo Franja de Oro a practicarse el Fútbol de Salón asociado a la Federación Metropolitana de Fútbol de Salón, que adhería a la FIFUSA, para luego desde 1997 competir en los torneos oficiales de Futsal de la Asociación del Fútbol Argentino, que responde a la FIFA.
Con la dirección técnica de Fabián López, Franja de Oro se convirtió en el primer Club invitado en salir Campeón de Fútsal, organizado por la AFA, en el año 2001 y ganar la copa de campeones denominada “Benito Pujol” de ese año, ante el Club San Lorenzo de Almagro en una final jugada en diciembre de 2001 en el CENARD. Este Club participó en la Copa Libertadores de Futsal en 2002.

## Boxeo
El club ofrece clases de Boxeo para todas las edades y sexos, de manera profesional, amateur o ya sea recreativa. El profesor Enrique Bordón ofrece las clases de lunes a viernes de 15hs a 21hs. 

## Tango
En el año 1951 daba sus primeros pasos en la pista de baile de Franja de Oro el destacado bailarín de tango Pedro Alberto “Tete” Rusconi.

## Autoridades
La primera Comisión Directiva estuvo presidida por Don Pascual Aprea. Rubén Omar González Marengo llegó a la presidencia y la mantiene en la actualidad.

## Palmarés
- Primera División: 1 (2001)

## Datos del club
- Temporadas en Primera División: 11 (1997 — 2007)
  - Mejor ubicación: Campeón (Apertura 2001)
- Temporadas en Primera B: 9 (2008 — 2013; 2019 — )
- Temporadas en Primera C: 5 (2014 — 2018)
  - Mejor ubicación: 6° (2018)